# 蘑菇魔女
《蘑菇魔女》是樋口橘創作的日本漫畫，故事背景為存在魔法的中世紀風格架空世界。2019年起在《マンガPark》上發表，單行本目前出版至第6集。2024年12月宣布將改編為電視動畫。

## 故事大綱
露娜是能淨化惡意的黑魔女，被她吸收的惡意會化為毒蘑菇長在她所踏之處，因此露娜被不明就裡的民眾當成會散發毒素的不祥之人，並被稱為「蘑菇魔女」。內斂的露娜一直在森林深處過著尚稱安穩的生活，但某日她從河裡救起一名受傷的神祕少年，圍繞著少年的謎團與陰謀為魔女的生活帶來巨大的挑戰。

## 故事用語
- 黑魔女：擁有強大力量的孤立主義魔女的總稱。不追隨國家、王室，只在野外隨心所欲過日子的魔女。因此受到白魔女的嫌憎，經常被指控犯有毫無根據的罪行，成為「魔女狩獵」的對象並遭處刑。

- 白魔女：對追隨王室的魔女的總稱。負責使用魔法保護王國免受鄰國的威脅。按照慣例，歷任國王都會迎娶一位強大的白魔女作為正妃。因此，白魔女血統的後裔在王國中權豪勢要，對那些不服從王室的魔女進行迫害和清洗，指控她們犯罪。